# China Shavers
China Jesusita Shavers (16 juni 1977) is een Amerikaans actrice. Ze heeft rollen gehad in series als Sabrina, the Teenage Witch, Boston Public en ER. Ook heeft ze gastrollen gehad in series als Beverly Hills, 90210, The District, Girlfriends, Sleeper Cell en een aantal meerdere series.

## Filmografie

### Volledige rol
- Killer Pad (2008)
- Dorm Daze 2 (2006)
- ER (2005-2006)
- Twenty Questions (2006)
- Adam and Eve (2005)
- Boston Public (2001-2003)
- Not Another Teen Movie (2001)
- The Glass House (2001)
- When Billie Beat Bobby (2001)
- Sabrina, the Teenage Witch (1999-2000)
- Harambee! (1996)

### Gastrol
- New York Undercover (1997)
- Felicity (1998)
- Any Day Now(1999)
- V.I.P. (1999)
- Beverly Hills, 90210 (1999)
- The District (2000)
- Sleeper Cell (2005)
- Without a Trace (2007)
- Girlfriends (2007)